# Ascalapharia raphidiformis
Ascalapharia raphidiformis là một loài côn trùng thuộc bộ Neuroptera. Loài này được Makarkin miêu tả năm 1990.